# Cauê Cecilio da Silva
Cauê Cecilio da Silva noto semplicemente come Cauê (San Paolo, 24 maggio 1989) è un calciatore brasiliano, centrocampista dell'União Frederiquense.

## Caratteristiche tecniche
Interno di centrocampo, può giocare come terzino destro e come esterno sulla stessa fascia.

## Carriera
Il 29 gennaio 2017 segna la rete decisiva nella finale di Coppa di Lega portoghese tra la sua squadra, il Moreirense e il Braga, aiutando così la propria squadra nella conquista del primo trofeo nazionale della sua storia.

## Palmares

### Club

#### Competizioni Nazionali
- Coppa di Lega portoghese: 1

Moreirense: 2016-2017